# Medlefors folkhögskola
Medlefors folkhögskola är en folkhögskola och en hotell- och konferensanläggning i Skellefteå. Medlefors huvudman är föreningen Norrlands arbetares folkhögskola.
Folkhögskolans vänder sig främst till dem som har kort tidigare utbildning eller saknar kunskaper för de studier eller det arbete de önskar. Medlefors folkhögskolas profilområden är arbetsmiljö och folkhälsa. Den allmänna kursen är relativt stor, men det finns också två profilkurser: Hälsovägledarutbildningen och Skriv för hälsa. Vidare bedrivs projekt och uppdragsutbildningar med anknytning till skolans profilområden.
Sedan ett tjugotal år tillbaka driver Medlefors även en hotell- och konferensanläggning.

## Historia
Föreningen grundades 1946 av organisationer inom arbetarrörelsen i övre Norrland i syfte att skapa ett Norrlands Brunnsvik, en plats där arbetarklassens ungdom skulle få möjlighet till utbildning och bildning. Föreningens uppgift var att ”starta och uppehålla en folkhögskola i Norrland på en plats som styrelsen finner lämplig”. Beslutet blev att förlägga skolan till byn Medle. 
John Olofsson, barnfödd i Djäkneboda, fick uppdraget att förbereda starten av Medlefors folkhögskola och blev sedan dess förste rektor, 1946–1976. Efter tre års arbete med förberedelserna anställdes skolans första husmor Anna-Greta Öberg och den första vinterkursen med 29 deltagare kunde starta i slutet av oktober 1949. Gösta Skoglund var ordförande för skolans styrelse från starten 1946 till 1976, då han efterträddes av Allan Boström.
Den första långa vinterkursen startade 1949. Samma år började Anna-Greta Öberg som husmor, och sedan dess har Medlefors varit förknippat med god mat. Skolan flyttade till en början mellan olika lokaler, själva namnet kommer sig av det ursprungliga beslutet att skolan skulle förläggas till Medle by, som hade upplåtit en tomt till föreningens förfogande. Detta blev dock aldrig av, och starten blev istället i fd borgmästarvillan Älvslunda i Skellefteå. År 1952 flyttade man till fd disponentbostaden i Örviken. Efter en insamlingsaktion kunde skolan 1956 bygga egna, ändamålsenliga lokaler på sin nuvarande plats på Degerbyn i Skellefteå.
Norrländska litteratursällskapet grundades här år 1954 av Sara Lidman, Britt-Marie Eklund och poeten Sigvard Karlsson m.fl.

### LO-skolan kommer
En milstolpe i skolans utveckling var när LO 1978 beslutade sig för att abonnera en del av Medlefors för en ny skolavdelning i Norrland. Det innebar, förutom LO:s egna kurser, att antalet kurser i samverkan med fackföreningar från främst Västerbotten ökade och nya lärare med facklig bakgrund anställdes på skolan.
Under tiden 1978 till 2003 uppfördes ett stort antal byggnader på området. En ny entrébyggnad med reception, administration och bibliotek kom till. Den största konferenslokalen Cirkelsalen, samt hotellbyggnaden Profilen och skoldelen Naturvetarhuset kom till under dessa år. Ett antal nya utbildningar startade också, bland annat utbildning för arbetslösa, småföretagarutbildning, naturvetarinriktning på allmän kurs samt Friskvårdsutbildning. Den senare har utvecklats till senare tiders Hälsa-kurser.
Under 1990-talet bedrevs även ett flertal projekt tillsammans med ABF, bland annat inom arbetsmiljöområdet samt internationella projekt inriktat mot Namibia och Petrozavodsk i Ryssland.

### LO-skolan går
År 1992, samma år som Profilen med 54 rum, kurslokaler, inomhuspool och rekreationsavdelning invigdes lade LO ner sin skolverksamhet vid Medlefors. Skälet var kraftiga nedskärningar av bidrag till facklig utbildning. Detta var en turbulent period i skolans historia, då man snabbt fick ställa om till annan verksamhet för att kunna ersätta förlusten. Det blev startskottet till att utveckla Medlefors konferensverksamhet. Idag är den en av Skellefteås största konferensanläggningar.
Sedan år 2000 har Medlefors bedrivit omfattande projektverksamhet. Det startade med det så kallade KOM-projektet, ett samarbete med Skellefteå kommun som riktade dig till långtidssjukskrivna och arbetslösa. Arbetssätt har kontinuerligt utvecklats och visat sig passa mycket bra för några av skolans viktigaste målgrupper; utlandsfödda och ungdomar.
Medlefors har kontinerligt reparerat och byggt nya lokaler. En större ombyggnation stod klar i november 2013. Det gällde ombyggnaden av Kvarngården, 24 helrenoverade rum, ny konferenslokal och ett kök med möjligheter till bland annat gemensam matlagning.

### Medlefors och närsamhället
Medlefors folkhögskola har bidragit till arbetsmiljöutbildningar i norra Sverige. Detta har inkluderat både egna kurser och samarbete med olika organisationer och företag.
År 2016 introducerade Medlefors en kurs i serieteckning och berättande, i linje med Skellefteå kommuns profil som ett centrum för berättande och spelutveckling.
Sedan 2005 har skolan även erbjudit kurser för seniorer som en del av deras inriktning mot livslångt lärande.
Under 2010-talet utvecklade Medlefors sin konferensverksamhet, vilket innebar att deras restaurang blev tillgänglig för allmänheten och hotellanläggningen erhöll miljöcertifiering.
Under 2010-talet och in på 2020-talet utökades uthyrningen av fastigheter på Medlefors till företag och kommuner för längre tidsperioder.

## Rektorer
- 1946–1976: John Olofsson
- 1976–1979: Sigurd Johansson
- 1979–2003: Roland Sellberg
- 2003–2008: Tomas Marklund
- 2008–2014: Monica Widman Lundmark
- 2014–: Annamaria Hedlund